# تنگ هیخ
تنگ هیخ یک تنگه و از جاذبه‌های طبیعی گردشگری شهرستان دیر در استان بوشهر ایران است. این تنگه در ۳٫۵ کیلومتری شمال شرق شهر دوراهک و ۱۵ کیلومتری شمال شرق بندر دیر و ۱۶ کیلومتری شمال غرب بندر کنگان واقع شده‌است، چشمه آب شیرینی در آن جریان دارد که زیستگاه چند نوع ماهی و خرچنگ می‌باشد، آب این چشمه از رشته کوه‌های احمدسلمان شهر دوراهک به سمت تنگه هدایت می‌شود، در ورودی این تنگ یک آسیاب آبی قدیمی قرار دارد که گذشت زمان باعث ویرانی آن شده‌است. همچنین در کنار این تنگ یک باغ نخل و لیمو قرار دارد که آب مورد نیاز آن به وسیلهٔ لوله از چشمه تنگ به باغ منتقل و در حوضی نسبتاً بزرگ ذخیره می‌شود تا برای آبیاری درختان به کار برود. همچنین یک امامزه در کنار این باغ بر بالای تپه ای واقع شده که زیارتگاه ساکنین روستاهای اطراف می‌باشد. نام یا تاریخچه ای از این امامزاده در دست نیست.